# Georg Benkard
Georg Benkard (* 17. Januar 1881 in Frankfurt am Main; † 20. November 1955) war ein Bundesrichter am Bundesgerichtshof.

## Leben
Der als Sohn eines Rechtsanwalts und Notars geborene Benkard studierte Jura in Leipzig, Straßburg und Freiburg im Breisgau und wurde 1905 promoviert. Bis Ende 1927 war Benkard als Rechtsanwalt beim Landgericht und Oberlandesgericht Frankfurt tätig, Anfang der zwanziger Jahre in Sozietät mit dem 1938 nach Brasilien emigrierten Rechtsanwalt Dr. Max Hermann Maier, anschließend seit dem 23. Dezember 1927 bis 1945 als Rechtsanwalt beim Reichsgericht in Leipzig. Nach 1945 stellte er sich der Justizverwaltung in Leipzig zur Verfügung und war für einige Jahre als Hilfsrichter am Landgericht Leipzig tätig. In der Zeit von 1946 bis 1950 arbeitete er als Notar in Leipzig. Im Januar 1947 arbeitete er in der SBZ in einem Ausschuss für Erfindungs- und Patentwesen der Kammer der Technik, der einen ersten Entwurf für ein neues ostdeutsches Patentgesetz ausarbeitete, mit. Im Wintersemester 1949/50 nahm er in Vertretung für Hans-Otto de Boor einen Lehrauftrag für Gewerblichen Rechtsschutz und Urheberrecht an der Juristenfakultät der Universität Leipzig wahr. Nach politisch motivierten Angriffen von Seiten der SED-Führung übersiedelte er 1950 in den Westen, wo er zunächst als Rechtsanwalt und Notar in Freiburg/Br. praktizierte. Bereits am 23. Mai 1951 wurde er zum Bundesrichter ernannt. Beim Bundesgerichtshof wurde er dem I. Zivilsenat zugewiesen, dessen faktischer Vorsitzender damals Fritz Lindenmaier (1881 bis 1960, vormals Senatspräsident am Reichsgericht) war. Mit Wirkung vom 31. März 1953 wurde er in den Ruhestand versetzt. Benkard, der in kinderloser Ehe mit Milly Benkard verheiratet war, engagierte sich ehrenamtlich in der evangelisch-lutherischen Kirchengemeinde.

## Veröffentlichungen
Benkard wurde 1905 in Freiburg mit einer Arbeit zum Stadtschuldbuch der Stadt Frankfurt a.M. promoviert (Besprechung von Paul Laband in AöR 1906, 576). Weiter hat Benkard bereits 1930 in den Druckschriften des Deutschen Anwaltvereins eine Abhandlung über den Rechtsschutz in der Reichsgesetzgebung seit 1919 veröffentlicht. Von dem aus rassistischen Gründen aus Deutschland vertriebenen Martin Wassermann übernahm er 1935 die Schriftleitung dessen Zeitschrift Markenschutz und Wettbewerb (MuW). Er hat sich insbesondere als Begründer und Autor des kurz nach Erlass des neuen Patentgesetzes 1936 erschienenen renommierten Kurzkommentars zu diesem Gesetz (2023 in 12. Auflage) einen Namen gemacht. Dagegen war er am 2002 erstmals erschienenen Kommentar zum Europäischen Patentübereinkommen, der seinen Namen ebenfalls trägt, nicht mehr beteiligt. 1948 hat er eine Arbeit über den gegenwärtigen Stand des Patent- und Gebrauchsmusterrechts publiziert.

## Würdigungen
Eine Würdigung von Benkard aus der Feder seines Richterkollegen Hans Bock findet sich in Fortitudo temperantia, Die Rechtsanwälte beim Reichsgericht und beim Bundesgerichtshof, Festgabe zu 50 Jahren BGH, 2000, 2000, S. 127–135, ISBN 3-406-46918-3 (Erstabdruck in Juristen im Porträt, Festschrift zum 225-jährigen Bestehen des Verlages C.H. Beck, München 1988, S. 166 ff.), der von Robert Ellscheid verfasste Nachruf auf ihn in GRUR 1956, S. 1.